# Spongia (zoologia)
Spongia Linnaeus, 1759 è un genere di spugne della famiglia Spongiidae.

## Descrizione
Di forma globulosa molto variabile, le spugne del genere Spongia hanno un endoscheletro costituito da una fitta rete di fibre resistenti ed elastiche di spongina.

## Tassonomia
Comprende le seguenti specie:
- Spongia adjimensis
- Spongia agaricina
- Spongia anclotea
- Spongia arabica
- Spongia australis
- Spongia bailyi
- Spongia barbara
- Spongia bibulus
- Spongia biformis
- Spongia brunnea
- Spongia catarinensis
- Spongia cerebralis
- Spongia ceylonensis
- Spongia conifera
- Spongia cookii
- Spongia corlosia
- Spongia corrugata
- Spongia cristata
- Spongia distans
- Spongia excavata
- Spongia fenestrata
- Spongia fistulosa
- Spongia gorgonocephalus
- Spongia gracilis
- Spongia graminea
- Spongia hispida
- Spongia hospes
- Spongia illawarra
- Spongia irregularis
- Spongia lacinulosa
- Spongia lamella
- Spongia lesleighae
- Spongia lignea
- Spongia lobosa
- Spongia magellanica
- Spongia manipulatus
- Spongia matamata
- Spongia mexicana
- Spongia mokohinau
- Spongia mollicula
- Spongia muricata
- Spongia nicholsoni
- Spongia nitens
- Spongia obliqua
- Spongia obscura
- Spongia oceanica
- Spongia oculata
- Spongia officinalis
- Spongia osculata
- Spongia osculosa
- Spongia papyracea
- Spongia perforata
- Spongia pertusa
- Spongia pilosa
- Spongia reticulata
- Spongia solitaria
- Spongia spinosa
- Spongia stellifera
- Spongia sterea
- Spongia suriganensis
- Spongia sweeti
- Spongia tampa
- Spongia tectoria
- Spongia tenuiramosa
- Spongia tubulifera
- Spongia tupha
- Spongia violacea
- Spongia virgultosa
- Spongia zimocca